# Haaltert
Haaltert és un municipi belga de la província de Flandes Oriental a la regió de Flandes. Està compost per les seccions de Haaltert, Denderhautem, Heldergem i Kerksken.